# Pustomyty
Pustomyty (ukrainsk: Пустомити) er en by i Lviv rajon, Lviv oblast (region) i Ukraine. Den er hjemsted  for administrationen af Pustomyty urban hromada, en af Ukraines hromadaer. Pustomyty er en lille by beliggende i den sydvestlige udkant af byen Lviv. I 2021 havde byen  9.432 indbyggere.

## Historie
Den tidligste omtale af bygden i officielle dokumenter er fra 1441. Titlen "Pustomyty" har højst sandsynligt geografisk oprindelse. I oldtiden var der en landsby "Мито" ([myto], Ukr. "Duty") her, og den fungerede som toldsted mellem fyrstendømmerne Przemysl og Zvenigorod. Lokaliteten havde dog mistet sin betydning efter nogen tid, og navnet blev omdannet til "Пусте Мито" ([puste myto], Ukrainsk: "Tomme told").
I slutningen af det 19. og begyndelsen af det 20. århundrede var der et kurbad med mineralvand i Pustomyty. Badene var placeret i flere villaer og kunne rumme 150-200 gæster. Ingen af disse bygninger har overlevet indtil i dag, bortset fra et lille palads i den centrale bypark.
I århundreder hørte Pustomyty til Ruthenisk voivodskab, Kongedømmet Polen. I 1772 blev den annekteret af Habsburgske Rige (se Polens delinger), hvor den forblev indtil slutningen af 1918. I Den anden polske republik var Pustomyty en del af Lwów voivodeskab. 

## Galleri
- Iconopsætning i  Sankt Nicholas kirke i Pustomyty
- Sovjetisk krigsmonument i Pustomyty
- FC Pustomyty i hjemmekamp
- Mindeplade for ærkebiskop Volodymyr Sterniuk
- Hrushevskohogaden i Pustomyty